# 톈진 베이양 서학학당
톈진 베이양 서학학당(天津北洋西學學堂)은 중국 청나라 말기 시대이던 1895년 10월 2일에 개교된 국립 대학 교육기관인데 1895년 10월 2일에 첫 개교되었다가 이후 중화민국 국민정부 초기 시대이던 1919년 1월 7일을 기하여 톈진 베이양 대학교(天津北洋大學校)에 흡수 통폐합되었다.